# Великая Рыбица (Краснопольский район)
Великая Рыбица (укр. Велика Рибиця) — село,
Запсельский сельский совет,
Краснопольский район,
Сумская область,
Украина.
Код КОАТУУ — 5922381602. Население по переписи 2001 года составляло 690 человек. Население по данным на 23 июня 2025 года составляло 5 человек.

## Географическое положение
Село Великая Рыбица находится на левом берегу реки Псел в месте впадения в неё реки Рыбица,
выше по течению на расстоянии в 4 км расположено село Мирополье,
ниже по течению на расстоянии в 3,5 км расположено село Груновка,
на противоположном берегу — село Запселье.
Река в этом месте извилистая, образует лиманы, старицы и заболоченные озёра.

## Экономика
- «Псел», агрофирма, ООО.

## Объекты социальной сферы
- Школа І-ІІ ст.